# Schwülper

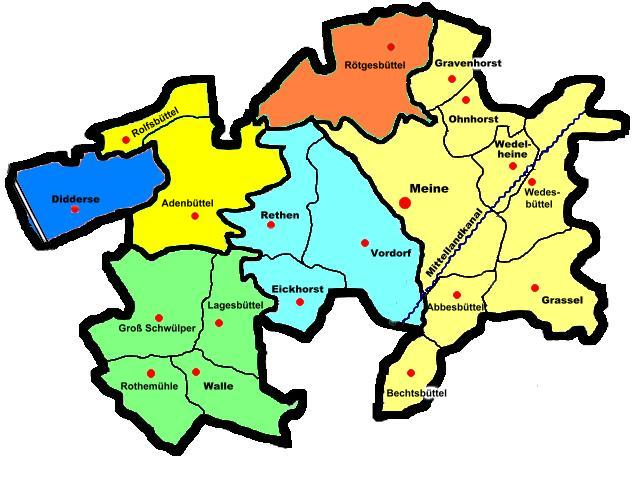
Map of the Papenteich

Schwülper is een gemeente in de Duitse deelstaat Nedersaksen. De gemeente maakt deel uit van de Samtgemeinde Papenteich in het Landkreis Gifhorn. Schwülper telt 7.280 inwoners.

## Plaatsen in de gemeente Schwülper
- Groß Schwülper
- Hülperode
- Klein Schwülper
- Lagesbüttel
- Rothemühle
- Walle

- Gemeinsame Normdatei: 4310368-6
- MusicBrainz: de6be10b-a869-4040-b40a-9be42ecede94
- Virtual International Authority File: 239139346

Adenbüttel · 
Barwedel · 
Bergfeld · 
Bokensdorf · 
Brome · 
Calberlah · 
Dedelstorf · 
Didderse · 
Ehra-Lessien · 
Gifhorn · 
Giebel gemeentevrij gebied · 
Groß Oesingen · 
Hankensbüttel · 
Hillerse · 
Isenbüttel · 
Jembke · 
Leiferde · 
Meine · 
Meinersen · 
Müden (Aller) · 
Obernholz · 
Osloß · 
Parsau · 
Ribbesbüttel · 
Rötgesbüttel · 
Rühen · 
Sassenburg · 
Schönewörde · 
Schwülper · 
Sprakensehl · 
Steinhorst · 
Tappenbeck · 
Tiddische · 
Tülau · 
Ummern · 
Vordorf · 
Wagenhoff · 
Wahrenholz · 
Wasbüttel · 
Wesendorf · 
Weyhausen · 
Wittingen